# Arquitetura chinesa

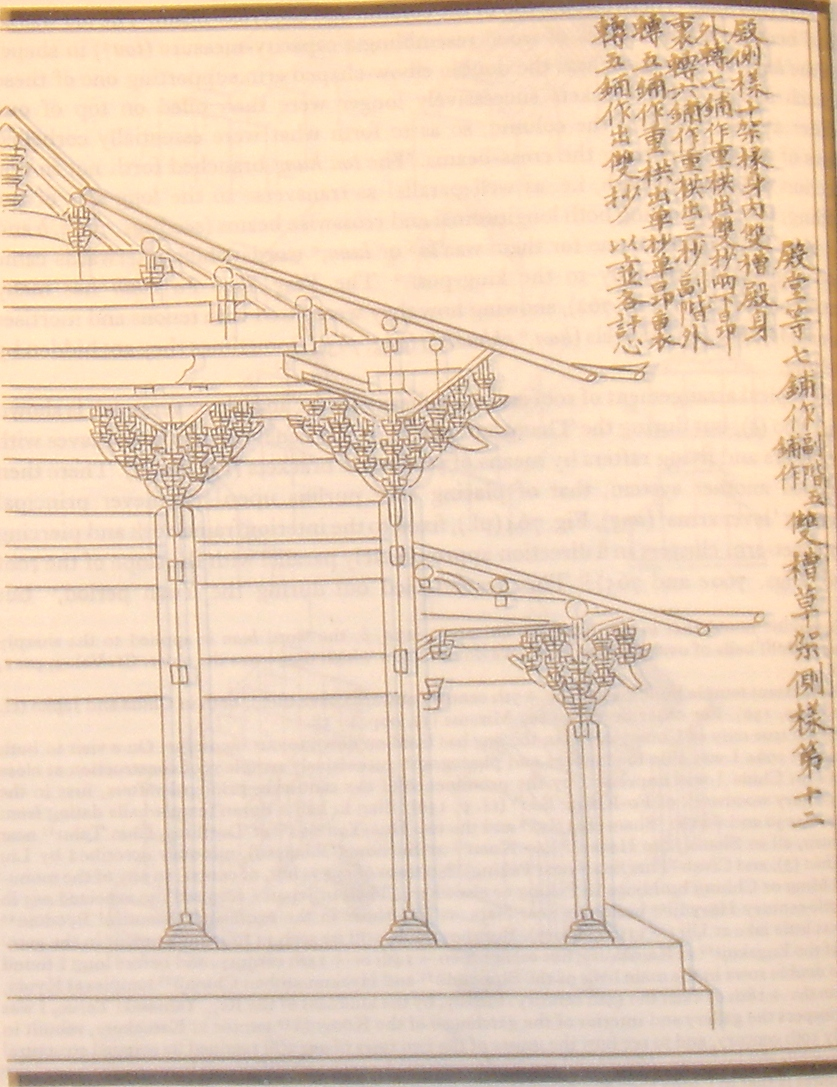
Diagrama de suportes de madeira para mísulas ("Dougong") sustentando um teto multi-inclinado, de Yingzao Fashi (1103 d.C.).

A arquitetura chinesa refere-se ao estilo de arquitetura que tomou forma na China ao longo dos séculos. A maior parte dos princípios estruturais da arquitetura chinesa permaneceram inalterados, e as principais variações se dando apenas nos detalhes decorativos. Desde a dinastia Tang a arquitetura chinesa teve uma influência decisiva nos estilos arquitetônicos. Para cada fonte de informação - literária, gráfica, exemplar - existem fortes evidências testemunhando o fato de que os chineses sempre empregaram um sistema indígena de construção que manteve suas principais características, desde os tempos pré-históricos até o presente. Ao longo da vasta área que vai do Turquestão chinês ao Japão, da Manchúria à metade norte da Indochina francesa, o mesmo sistema de construção prevalece; e esta era uma área de influência cultural chinesa. Que este sistema de construção possa ter se perpetuado por mais de quatro mil anos ao longo de um território tão vasto e ainda assim permaneça uma arquitetura viva, que mantém suas características principais apesar das repetidas invasões estrangeiras - militares, intelectuais e espirituais - é um fenômeno comparável apenas à continuidade da civilização da qual ela é uma parte integral."
Este artigo dá uma explicação rápida da arquitetura tradicional chinesa antes da introdução dos métodos de construção ocidentais, durante o início do século XX. Ao longo deste século, no entanto, arquitetos chineses educados no Ocidente tentaram combinar desenhos tradicionais chineses em edifícios modernos, quase sempre governamentais, com sucesso apenas limitado. Além disso, a pressão pelo desenvolvimento urbano por toda a China contemporânea exige uma maior velocidade de construção e um coeficiente de ocupação do solo mais elevado, o que significa que nas grandes cidades a demanda pelos edifícios tradicionais chineses, que normalmente têm menos de três andares, vem caindo e dando lugar à arquitetura moderna. No entanto, as capacidades tradicionais exigidas pela arquitetura chinesa, como a carpintaria, a alvenaria e a cantaria, ainda são aplicadas à construção da arquitetura vernácula na vasta área rural do país.

## Características

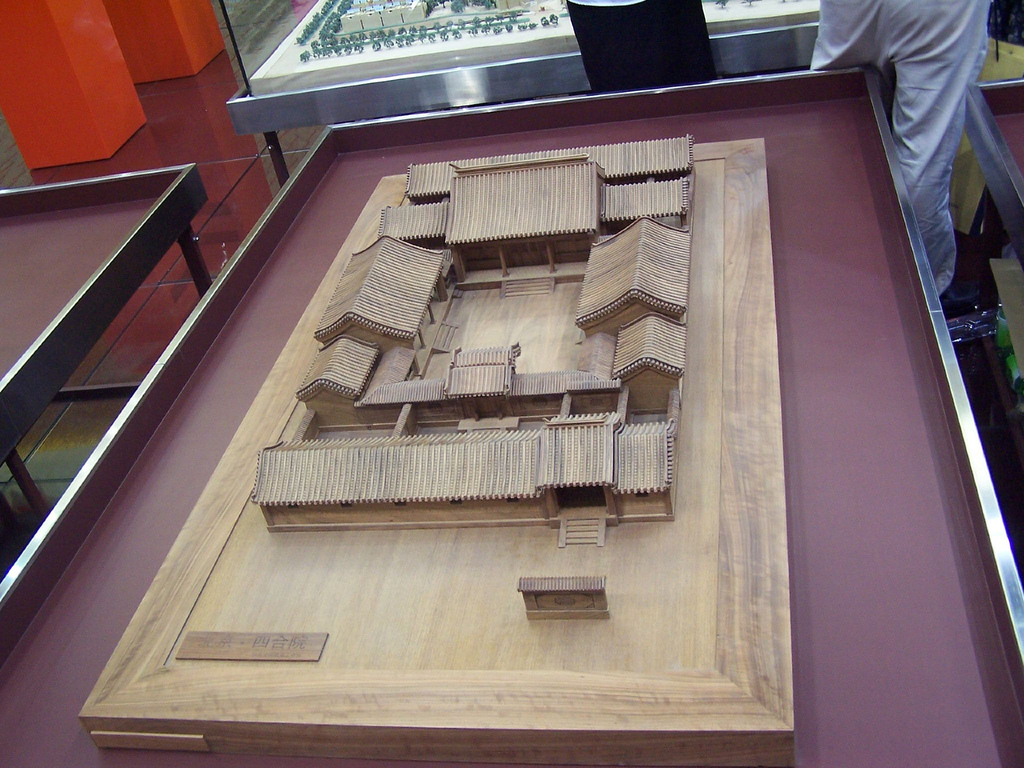
Modelo de siheyuan chinês em Pequim, que mostra os conceitos típicos da arquitetura chinesa, como simetria e geomancia.

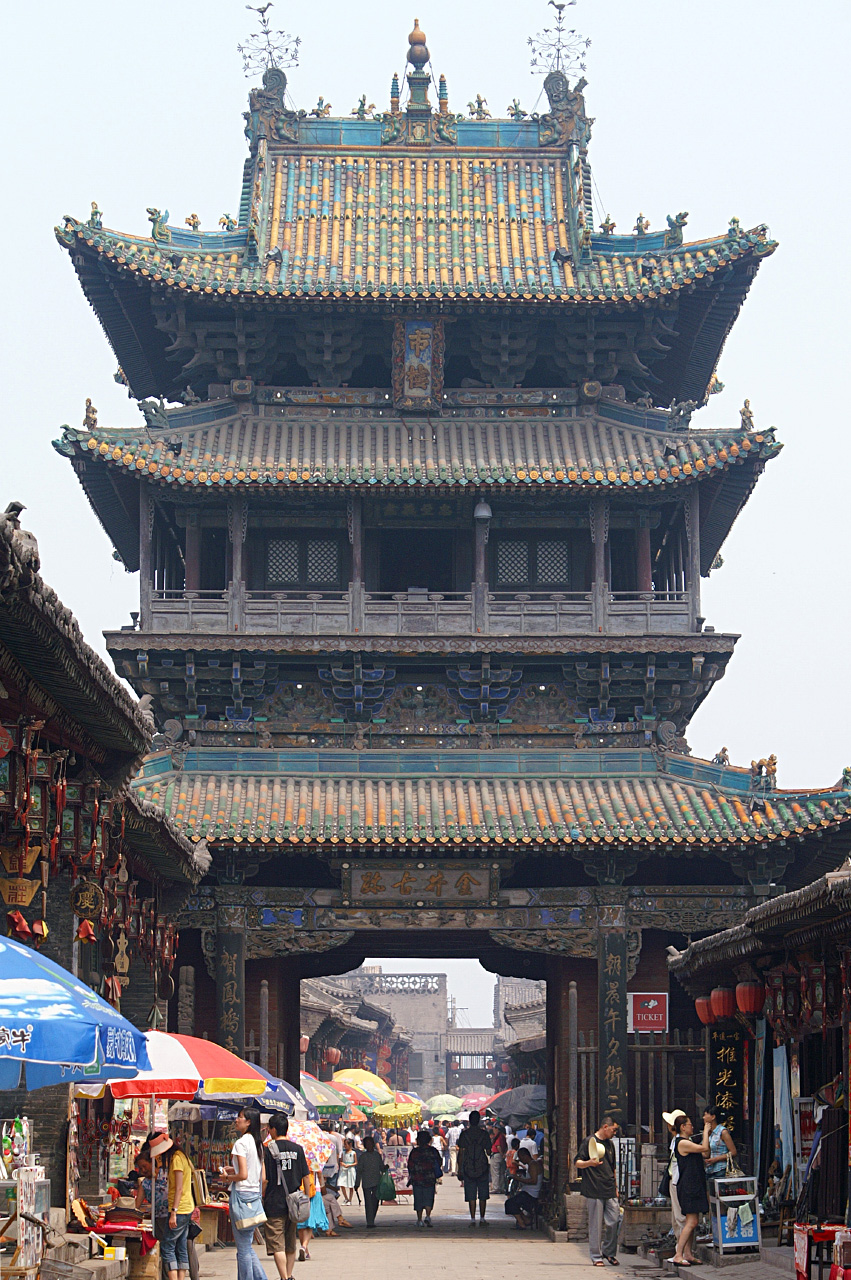
Pingyao, no estilo arquitetônico Ming/Qing, em Shanxi.

Existem certas características comuns à maior parte da arquitetura chinesa, independente de sua específica região de origem ou ao uso ao qual à construção é destinada:

### Ênfase horizontal
A mais importante destas características é a ênfase no eixo horizontal, em particular na construção de uma plataforma pesada e um grande telhado que "flutue" sobre esta base, com as paredes verticais não tão enfatizadas. Isto contrasta com a arquitetura ocidental, que tende a crescer em tamanho e profundidade. A arquitetura chinesa enfatiza o impacto visual da largura dos prédios. Os salões e palácios da Cidade Proibida, por exemplo, têm tetos relativamente baixos se comparados aos edifícios equivalentes no Ocidente, porém a sua aparência externa sugere a natureza onicompreensiva da China imperial. Estas ideias aos poucos também foram levadas à arquitetura ocidental moderna.
Esta característica, obviamente, não se aplica aos pagodes - que, de qualquer maneira, são relativamente raros e limitados aos complexos de edifícios religiosos.
Os pagodes são uma característica fortíssima na arquitetura chinesa.

### Simetria bilateral
Outra característica importante é sua ênfase na articulação e simetria bilateral, que indica equilíbrio. A simetria bilateral e a articulação dos edifícios é onipresente na arquitetura chinesa, de complexos palacianos à humildes casas de fazenda. Quando possível, projetos de reformas e extensões de uma casa procuram seguir e manter esta simetria, se o proprietário puder custear esta manutenção.
Contrastando com seus edifícios, os jardins chineses são uma exceção notável, tendendo a ser assimétricos. O princípio que está sob a composição dos jardins é o de criar um fluxo duradouro e emular a natureza.

### Hierarquia
A estrutura hierárquica, a importância e a utilização dos edifícios, na arquitectura tradicional chinesa, dependem sempre estritamente do posicionamento dos próprios edifícios nos lotes ou nos conjuntos. Prédios com portas na frente do imóvel são considerados mais importantes do que aqueles voltados para as laterais; os edifícios mais afastados da frente do imóvel são os menos importantes.
No entanto, os edifícios nas traseiras, parte mais privada da propriedade, são tidos em maior estima e reservados aos familiares mais velhos, em comparação com os edifícios da frente, que normalmente são utilizados para empregados. Em complexos com mais pátios, o pátio central e os edifícios que o rodeiam são considerados mais importantes do que os periféricos, normalmente utilizados como armazéns ou cozinhas.

### Espaços cercados
As práticas contemporâneas arquitetónicas do Ocidente tipicamente envolvem um edifício que é cercado por um jardim ou espaço aberto em sua propriedade. Estas práticas contrastam com a maior parte da arquitetura tradicional chinesa, que constrói edifícios ou complexos de edifícios que ocupam toda a propriedade, porém contém em seu interior espaços abertos, que podem ter duas formas: o pátio aberto (院) e o "poço do céu" (天井).
O uso de pátios abertos é uma característica comum às muitas variantes da arquitetura chinesa, porém pode ser melhor exemplificada no Siheyuan, que consiste de um espaço vazio cercado por edifícios que são ligados uns aos outros diretamente ou através de varandas.

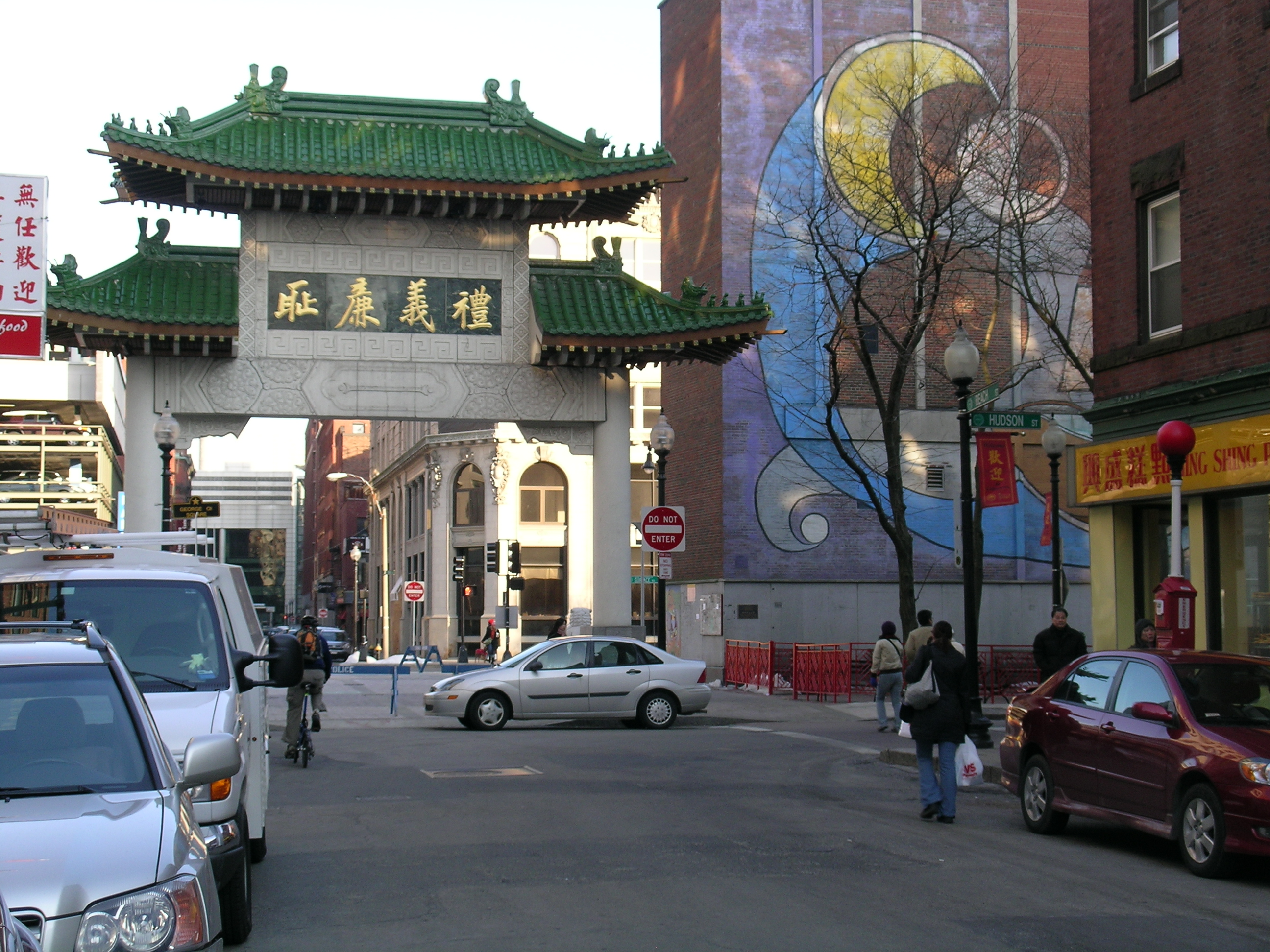
Paifang da Chinatown de Boston (Estados Unidos), exemplo de arquitetura chinesa no Ocidente.

Embora grandes pátios abertos sejam menos encontrados na arquitetura do sul da China, o conceito de um "espaço aberto" cercado por prédios, que é visto nos complexos do norte do país, pode ser visto nas estruturas tipicamente meridionais conhecidas como "poço do céu". Esta estrutura é, essencialmente, um pátio relativamente cercado formado pelas intersecções de edifícios próximos uns aos outros, e oferece uma pequena abertura para o céu através do espaço entre os telhados a partir do chão.
Estes espaços cercados servem para controlar a temperatura e a ventilação nos complexos de edifícios. Os pátios do norte do país costumam ser abertos e voltados para o sul, de maneira a permitir o máximo de exposição das janelas e paredes do edifício ao Sol, ao mesmo tempo em que impede a entrada dos frios ventos setentrionais. Já os "poços do céu" do sul do país são relativamente pequenos e servem para coletar água da chuva dos telhados ao mesmo tempo em que restringe a quantidade de luz que entra no edifício. Os "poços de luz" também servem como respiradouro para permitir que o ar quente se desloque para cima, empurrado pelo ar frio dos andares mais baixos da casa e de fora dela.

### Geomancia
Noções de feng shui e conceitos míticos do taoísmo costumam estar presentes na construção e nos projetos da arquitetura chinesa, desde residências comuns até estruturas religiosas e imperiais. Entre estas estão:
- Telas ou paredes voltadas diretamente para a entrada principal da casa, que se originaram com a crença de que as coisas más se deslocam em linhas retas.
- Talismãs ou imagens de deuses de porta mostradas nas portas, para espantar o mal e encorajar a circulação da boa fortuna.
- Orientar a estrutura de maneira que ela tenha sua parte traseira voltada a um terreno elevado e assegurando-se de que haja água em sua frente. Também se fazem considerações para que a parte traseira, geralmente sem janelas, seja voltada para o norte, onde o vento é mais frio durante o inverno.
- Lagos, piscinas, poços e outras fontes de água costumam ser construídas na estrutura.

O uso de determinadas cores, números e pontos cardeais na arquitetura tradicional chinesa reflete a crença num tipo de imanência, onde a natureza de alguma coisa pode estar contida completamente em sua própria forma. Embora a tradição ocidental tenha desenvolvido gradualmente um corpo de literatura arquitetónica, pouco se escreveu sobre o assunto na China, e o primeiro texto conhecido, o Kaogongji, nunca foi contestado. Ideias sobre harmonia côsmica e a ordem da cidade eram interpretados habitualmente nos seus níveis mais básicos, de maneira que uma reprodução de uma cidade "ideal" nunca existiu. Pequim, da maneira como foi reconstruída ao longo dos séculos XV e XVI continua sendo o melhor exemplo do planejamento urbano tradicional chinês.

## Construção

### Estruturas

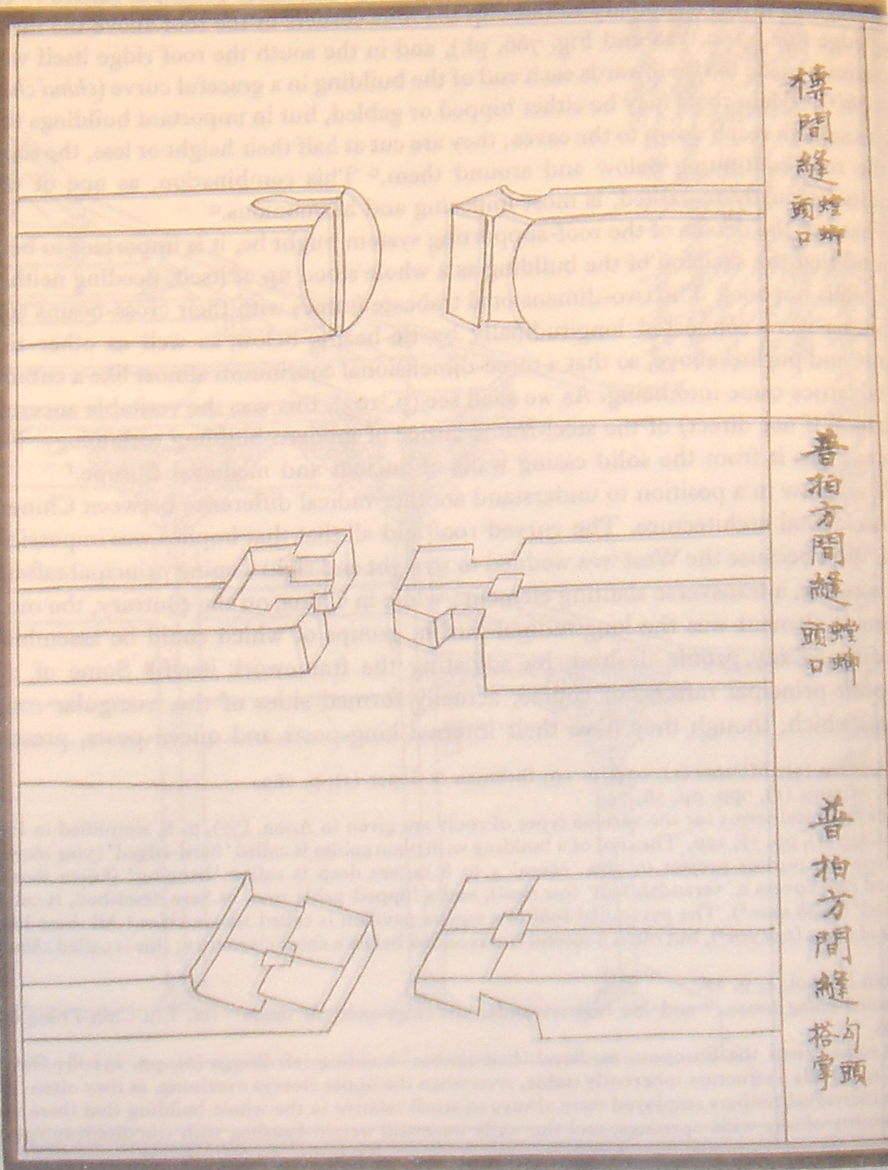
Exemplos de mortagem e cavilha em tirantes e vigas transversais, do manual Yingzao Fashin, de Li Jie, impresso em 1103.

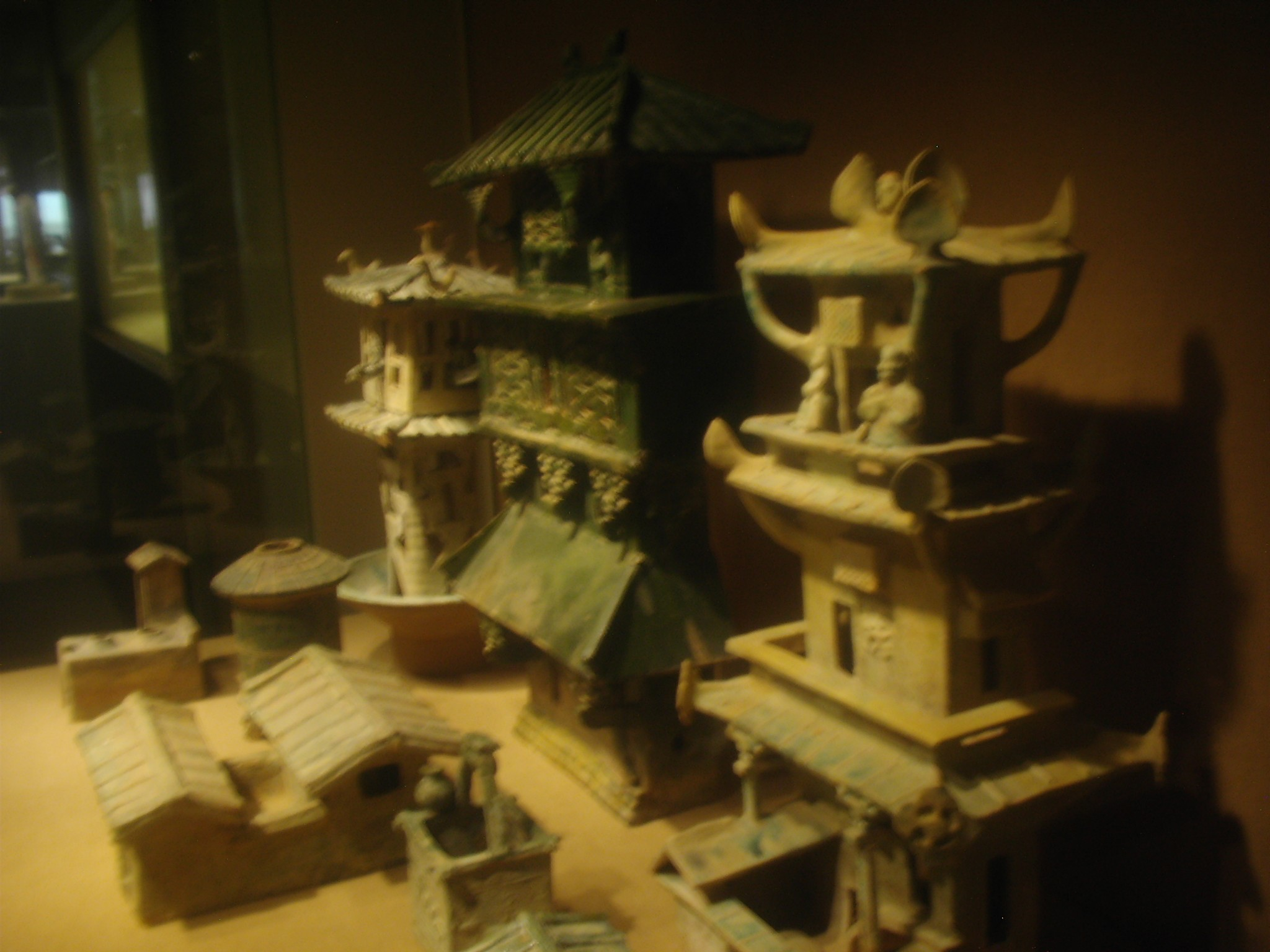
Modelos de torres de observação e outros edifícios construídos durante a dinastia Han Oriental (25–220 d.C.); enquanto estes modelos foram feitos de cerâmica, as versões reais foram feitas com madeiras facilmente perecíveis, e não sobreviveram.

- Uso de grandes vigas estruturais que fornecem o suporte primário do telhado do edifício. Vigas de madeira, normalmente grandes troncos, são usados como colunas, para suportar cargas, e vigas laterais que emolduram os prédios e sustentam os telhados. Estas vigas e colunas estruturais são exibidas com destaque sempre que economicamente possível.
- As estruturas de madeira costumam ser construídas apenas na base do encaixe e de cavilhas, quase nunca se utilizando de cola ou pregos. A estabilidade estrutural é reforçada através do uso de telhados e vigas pesadas, que apoiam todo seu peso sobre a estrutura.
- O uso de números pares de colunas na estrutura de um edifício de modo a produzir um número ímpar de tramos (間). Com a inclusão de uma porta principal para um dos edifícios no tramo central, a simetria é mantida.
- O uso comum de peles de vidro e biombos para delinear os cômodos ou encerrar o edifício, com ênfase em paredes que suportem muito peso nas construções de padrão mais elevado.
- Telhados planos são incomuns, enquanto telhados de duas águas são quase onipresentes na arquitetura chinesa tradicional. Três tipos de telhados podem ser encontrados:
  1. Inclinado reto: Telhados com uma única inclinação. São os mais econômicos e mais difundidos entre a arquitetura mais popular.
  2. Multi-inclinado: Telhados com duas ou mais se(c)ções inclinadas. São usados em construções de padrão mais elevado, desde a morada de populares ricos a palácios.
  3. Curvo: Telhados com uma curvatura que se acentuam nas quinas. Este tipo de construção é reservado para templos e palácios, embora também possa ser encontrado na casa dos ricos. Em casos de edifícios de destaque as vigas são ricamente decoradas com figurinhas de cerâmica.
- O ponto mais alto do telhado no salão principal do edifício costuma ser decorado com uma fileira de telhas que tem tanto propósito decorativo quanto o de servir como peso sobre as camadas de telhas, fornecendo estabilidade. Estas fileiras são bem decoradas, especialmente em estruturas religiosas ou palacianas. Em algumas regiões da China, estas fileiras são por vezes prolongadas ou incorporadas às paredes do edifício, formando matouqiang ("paredes cabeça-de-cavalo"), que servem como uma maneira de se proteger do fogo gerado por brasas que pudessem ser arremessadas.

### Materiais e história
Ao contrário de outros materiais de construção, as antigas estruturas de madeira dificilmente sobreviveram, pois eram mais vulneráveis às intempéries, incêndios e estavam sujeitas naturalmente à decomposição ao longo do tempo. Embora diversos outros pagodes, torres residenciais e de observação tenham existido muito tempo antes dele, o Pagode Songyue, construído em 523, é o mais antigo pagode ainda em existência na China; seu uso de tijolos em vez de madeira teve muito a ver com sua durabilidade ao longo dos séculos. A partir da dinastia Tang (618–907) a arquitetura com tijolo e pedra gradualmente se tornou mais comum e substituiu os antigos edifícios de madeira. Um dos primeiros exemplos desta transição pode ser visto em projetos como a Ponte de Zhaozhou, completada em 605, ou o pagode de Xumi, construído em 636; sabe-se, no entanto, que tijolos e pedras já eram usados em edificações anteriores, como na arquitetura das tumbas subterrâneas de dinastias anteriores.

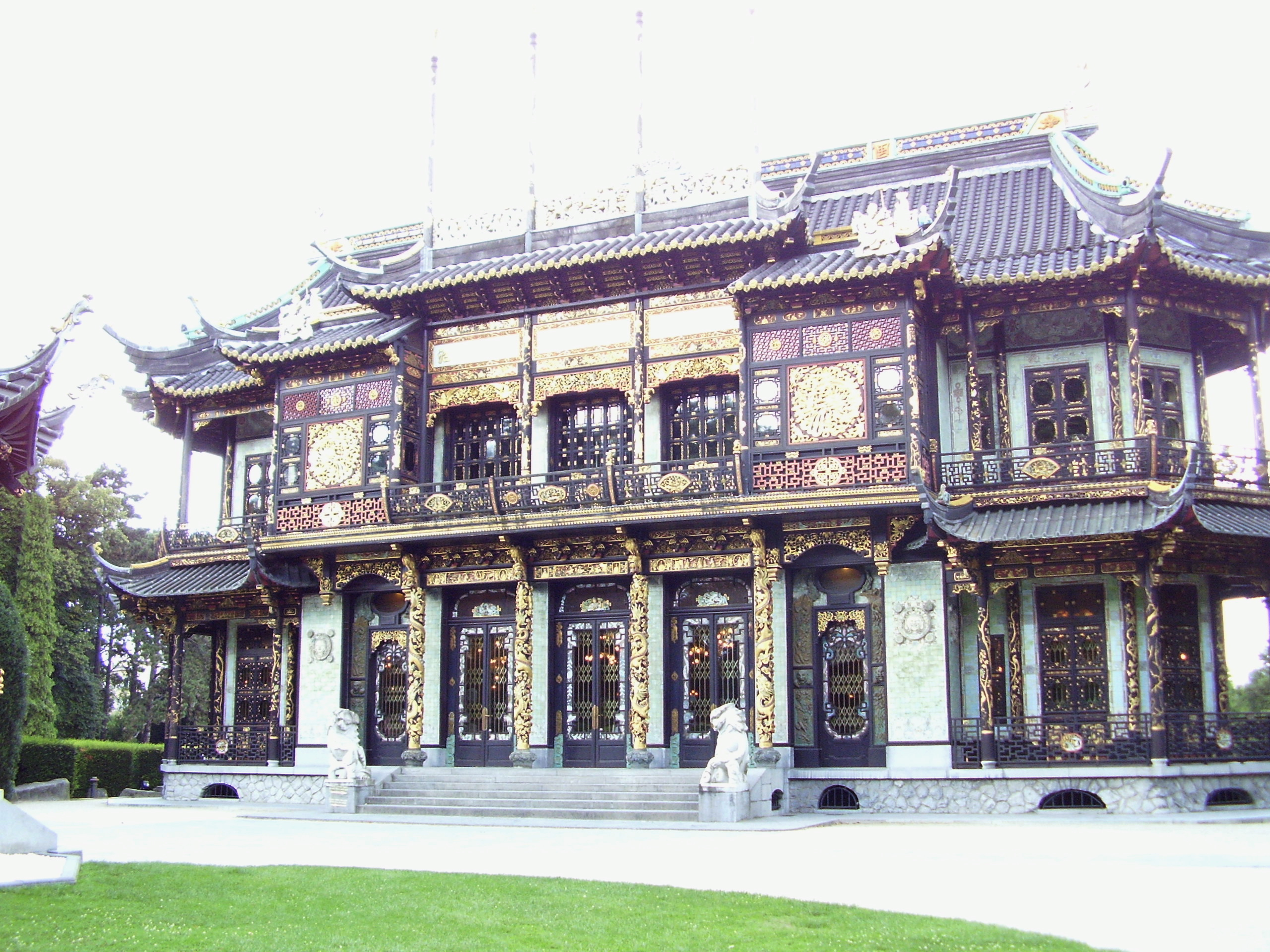
O Pavilhão Chinês (1921), que faz parte dos "Museus do Extremo Oriente" em Bruxelas, apresenta uma arquitetura curiosa, mesclando uma fachada em estilo clássico chinês unida a uma estrutura eclética de construção.

Até o século XX não se sabia de algum edifício totalmente construído em madeira durante a dinastia Tang que ainda existisse; o mais antigo que se tinha conhecimento foi redescoberto em 1931 - o Pavilhão Guanyin, no Mosteiro de Dule, datado de 984, durante o período Song. Isto mudou, no entanto, em 1937, quando os historiadores da arquitetura Liang Sicheng (1901–1972), Lin Huiyin (1904–1955), Mo Zongjiang (1916–1999), e Ji Yutang (1902–c. década de 1960) descobriram que o Salão Oriental do Templo de Foguang, no Monte Wutai, em Shanxi, foi datado com sucesso como sendo do ano de 857. A dimensões do piso térreo deste salão monástico medem 34 por  17.66 metros. Um ano após a descoberta em Foguang, o salão principal do templo vizinho de Nanchan foi descoberto no Monte Wutai, e datado ao ano 782, enquanto um total de seis edifícios de madeira da era Tang já foram encontrados no século XXI. O pagode de madeira de múltiplos andares mais antigo a ter sobrevivido intacto foi o Pagode do Templo de Fogong, da dinastia Liao, localizada no condado de Ying, em Shanxi. Enquanto o Salão Oriental do Templo de Foguang apresenta apenas sete tipos de cachorros nos seus beirais, o pagode do Templo de Fogong, do século XI, contém um total de 54.
As primeiras paredes e plataformas na China eram feitos de taipa e, com o tempo, tijolos e pedras passaram a ser usados com mais frequência. Isto pode ser visto nas se(c)ções mais antigas da Grande Muralha da China, já que a Grande Muralha que vemos hoje em dia é uma renovação feita durante a dinastia Ming (1368–1644).

## Classificação por tipo de estrutura

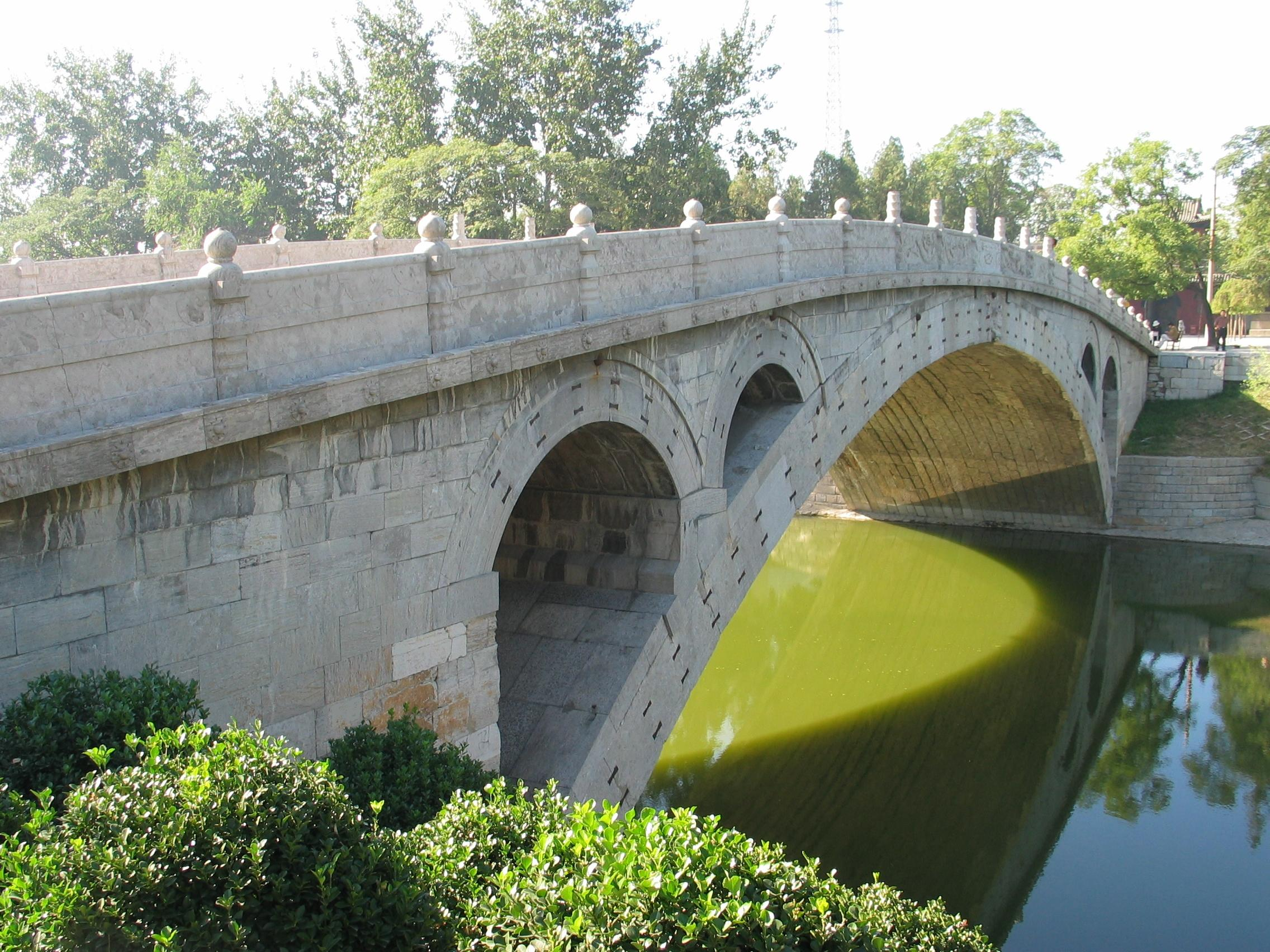
A Ponte de Zhaozhou, construída entre 595 e 605, durante a dinastia Sui; é a mais antiga ponte em arcos segmentados com tímpanos abertos do mundo.

Algumas classificações chinesas para a sua arquitetura incluem:
- 樓 （楼） lou (edifícios de muitos andares)
- 台 tai (terraços)
- 亭 ting (pavilhões chineses)
- 閣 （阁） ge (pavilhões de dois andares)
- 塔 ta (pagodes chineses)
- 藻井 zǎojǐng (teto em forma de cúpula com caixotões)
- 軒 （轩） xuan (varandas com janelas)
- 榭 xie (pavilhões ou casas sobre terraços)
- 屋 wu (quartos ao longo de corredores cobertos)
- 斗拱 dougong (grupos entrelaçados de cachorros dos beirais, utilizados para sustentar os telhados e ornamentá-los)

### Simetria
Outra característica importante da arquitetura tradicional chinesa é a ênfase colocada na articulação simétrica dos edifícios, o que indica equilíbrio espiritual. A simetria bilateral é encontrada em toda a arquitetura chinesa, desde palácios articulados até as mais humildes casas de fazenda. Sempre que possível, os planos de renovação e ampliação das casas também procuraram manter esta simetria. Em contraste com os edifícios, os jardins chineses são a exceção mais notável à regra simétrica acima mencionada. O princípio da composição dos jardins é, de facto, a criação de fluxos e a emulação da natureza, sem prestar grande atenção à simetria global.

## Estilos arquitetônicos

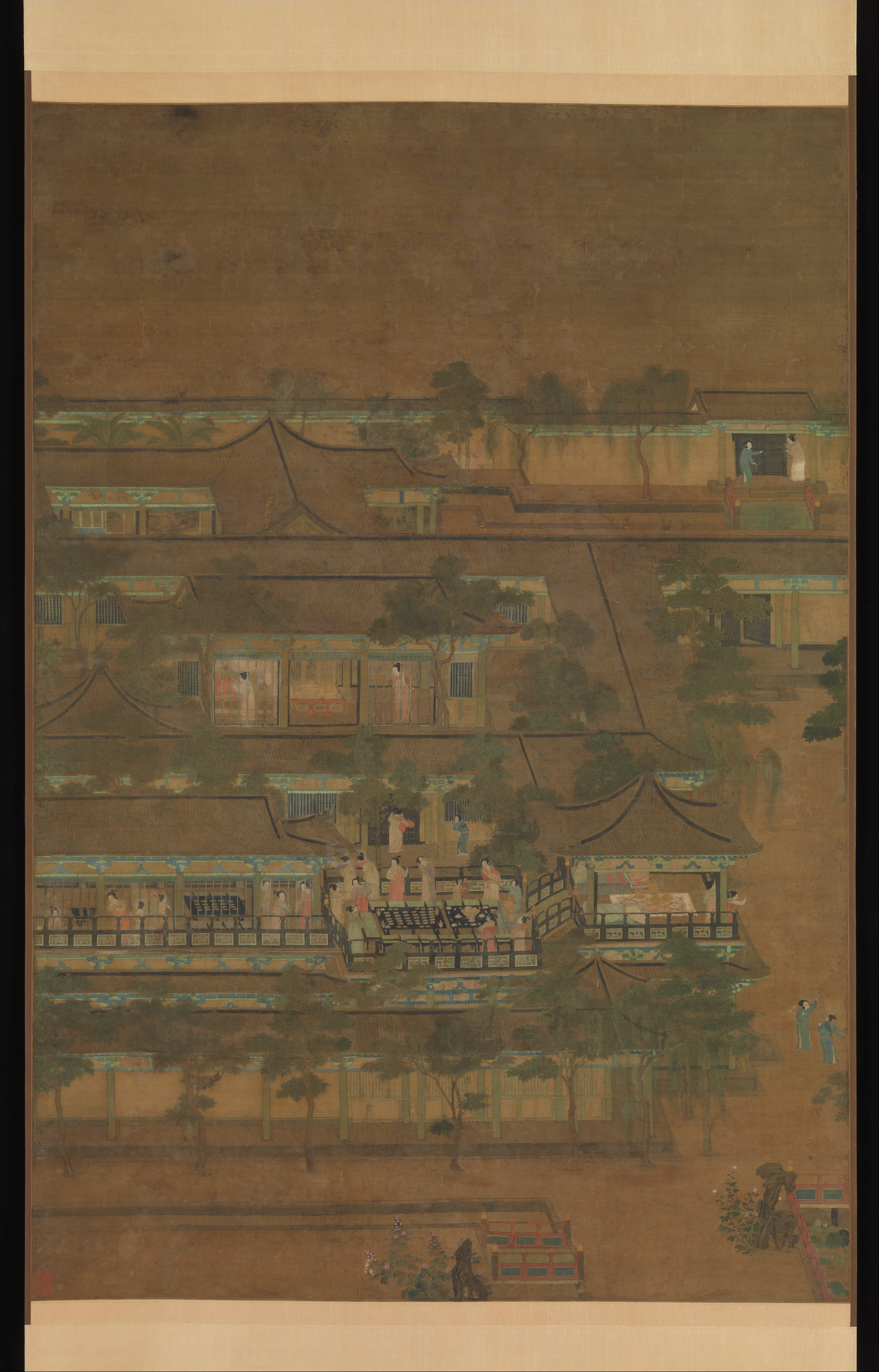
Pintura do século X representando uma mansão Período das Cinco Dinastias e dos Dez Reinos

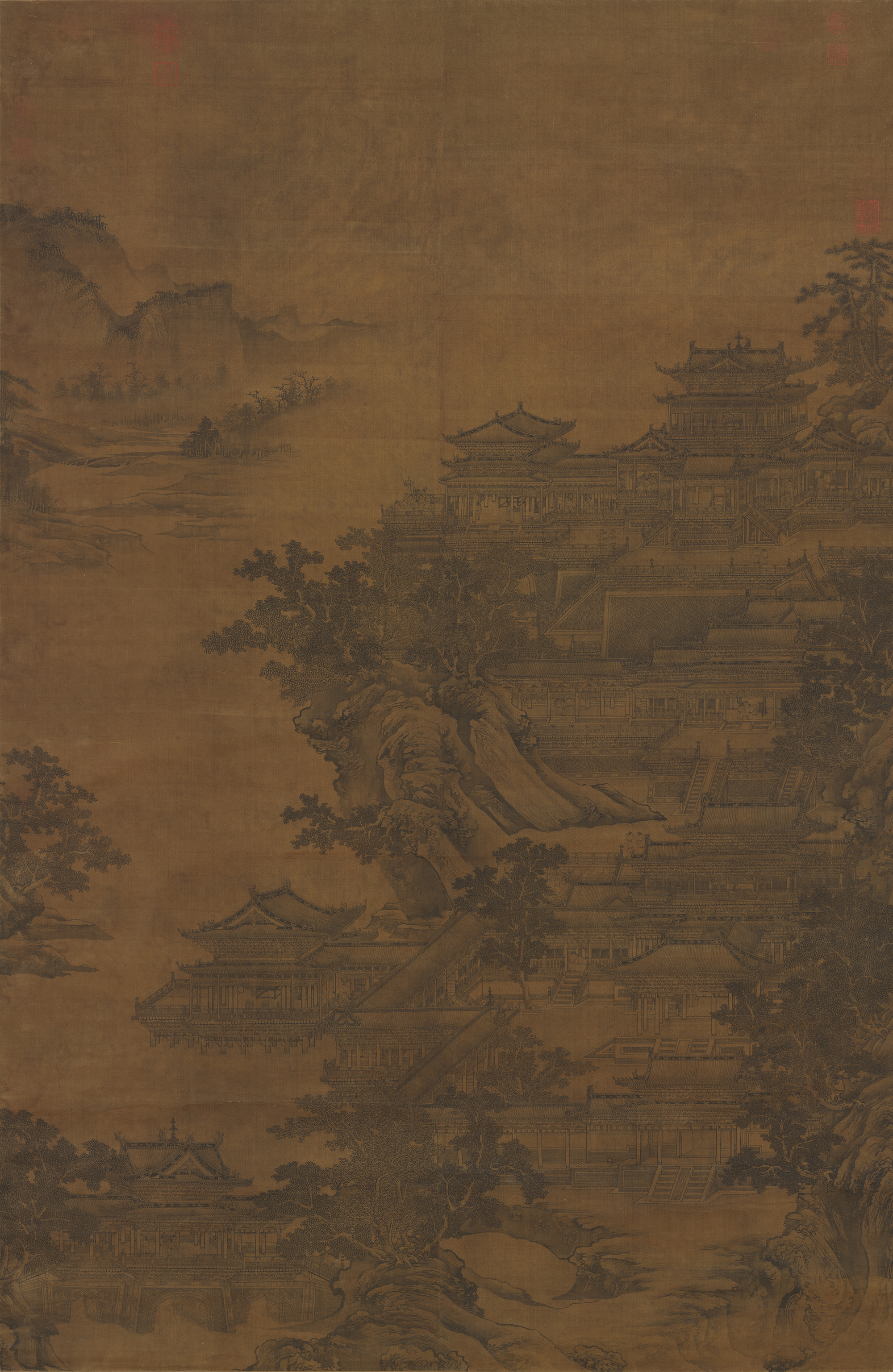
Han yuan tu de Li Rongjin, dinastia Yuan

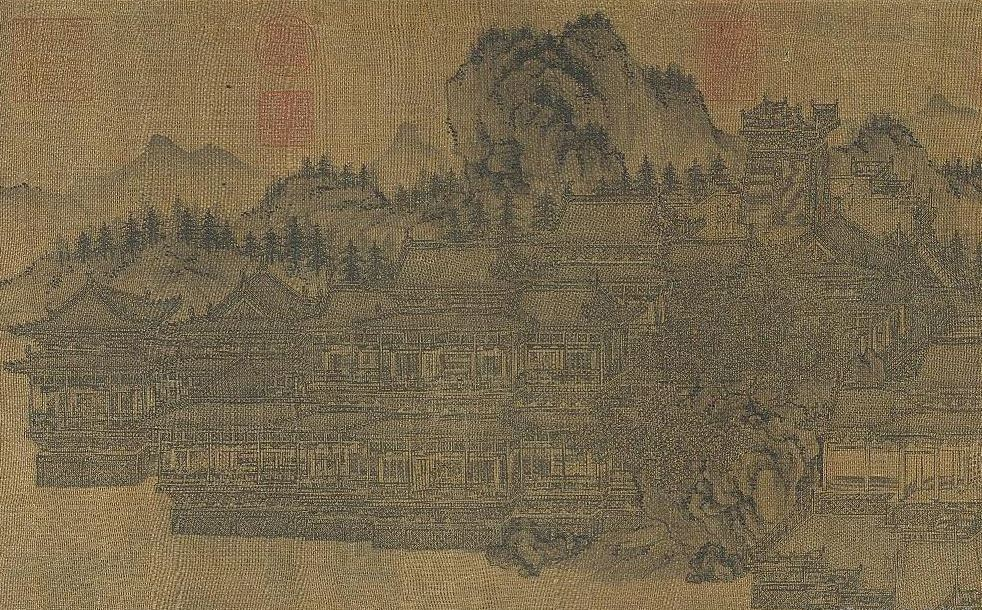
Palácio de Jianzhang, dinastia Yuan

### Popular
Quanto aos membros das classes populares, fossem eles burocratas, mercadores ou fazendeiros, suas casas tendiam a seguir um padrão fixo: o centro do edifício era um santuário para as divindades e para os ancestrais, que também eram utilizados durante ocasiões festivas. Nos dois lados do edifício estavam os quartos dos anciãos; as duas alas do edifício, conhecidas como "dragões guardiões" pelos chineses, eram destinadas aos membros mais jovens da família, bem como continham a sala de estar, a sala de jantar e a cozinha - embora por vezes a sala de estar possa ser localizada mais próxima à área central.
Por vezes as famílias extensas tornavam-se tão grandes que um ou por vezes até dois pares novos de "alas" tinham de ser construídas; isto resultava num edifício em forma de U, com um pátio apropriado para trabalhos agrícola; comerciantes e funcionários públicos, no entanto, preferiam fechar a parte frontal com um portão imponente. Todos os edifícios eram regulados legalmente, e a lei mantinha que o número de andares, o comprimento do edifício e as cores utilizadas dependiam da classe social à qual o seu proprietário pertencia.

### Imperial
Certas características arquitetônicas eram reservadas unicamente para as construções feitas para o imperador da China. Um exemplo é o uso de telhas amarelas, já que o amarelo era a cor imperial por excelência, e a maior parte dos edifícios dentro da Cidade Proibida têm os telhados pintados desta cor. O Templo do Céu, no entanto, usa telhas azuis para simbolizar o céu. Os telhados são quase invariavelmente sustentados por cachorros ("dougong"), característica que é comum apenas aos maiores edifícios religiosos. As colunas de madeira dos edifícios, bem como a superfície das paredes tendem a ser pintados de vermelho. O negro também é uma cor muito utilizada nos pagodes; há a crença de que os deuses são levados, pela cor negra, a descer à Terra.
O dragão chinês, um emblema reservado à China Imperial, era usado constantemente na arquitetura imperial - nos telhados, nas vigas e pilares, e nas portas. Apenas os edifícios utilizados pela família imperial podiam ter nove jian (間, espaço entre duas colunas); apenas os portões utilizados pelo imperador podiam ter cinco arcos, com o arco central, obviamente, reservado ao próprio imperador. Os edifícios eram voltados para o sul, evitando os ventos frios que sopravam do norte.
- Câmara em forma de abóbada dentro de sepultura construída durante a dinastia Han Oriental(25–220 d.C.) com decorações gravadas nas paredes.
- O Grande Portão Vermelho, das Tumbas Ming próximas a Pequim, construídas no século XV.
- Telhas amarelas e paredes vermelhas em edifício da Cidade Proibida (Museu do Palácio), em Pequim, construído durante a era Yongle (1402–1424) da dinastia Ming.

Pequim tornou-se a capital da China depois das invasões mongol do século XIII, completando a migração para leste da capital, iniciada com a dinastia Jin; a rebelião Ming, em 1368, reafirmou a autoridade chinesa e fixou Pequim como sede do poder imperial pelos cinco séculos seguintes. O imperador e a imperatriz viviam em palácios situados no eixo central da Cidade Proibida, o príncipe-herdeiro no lado leste, e as concubinas nos fundos do edifício - por este motivo as numerosas concubinas imperiais eram chamadas de "as três mil dos fundos do palácio". No entanto, durante a dinastia Qing, a residência imperial foi transferida para o lado oeste do complexo. Pode ser um tanto enganoso se falar em "eixo" no sentido ocidental de uma perspectiva visual, onde se vêem fachadas ordenadas; o eixo chinês é na realidade uma "linha de exclusão", sobre a qual normalmente se constrói, e que regula o acesso - não existem vistas, e sim uma série de portões e pavilhões.
A numerologia influenciou muito a arquitetura imperial - daí o uso do número nove com tanta freqüência nas construções, já que ele é o número de apenas um dígito que tem o maior valor. Diz-se, por exemplo, que a Cidade Proibida de Pequim tem 9.999,9 aposentos - pouco menos do que os míticos 10.000 aposentos do Céu. A importância do Leste (a direção do sol nascente) na orientação e localização dos edifícios imperiais é uma forma do culto solar encontrado em tantas culturas antigas, onde a noção de um soberano é associada ao Sol.
As sepulturas e mausoléus dos membros da família imperial, como as tumbas da dinastia Tang, do século VIII, encontradas no Mausoléu de Qianling, também podem ser contadas como parte da tradição imperial arquitetônica. Estes montes de terra e pirâmides continham estruturas subterrâneas, que eram revestidas com paredes de tijolos pelo menos desde o período dos Reinos Combatentes (481–221 a.C.).

### Religioso
De maneira geral, a arquitetura budista segue o estilo imperial. Um grande mosteiro budista normalmente tem um salão frontal, que abriga a estátua de um bodisátva, que é sucedido por outro salão, que abriga as estátuas dos budas. As acomodações para os monges estão localizadas em ambos os lados. Alguns dos principais exemplos estão em dois templos do século XVIII:
, o Templo de Puning e o Templo Putuo Zongcheng. Os mosteiros budistas também costumam ter pagodes, que podem abrigar relíquias do Gautama Buda; os pagodes mais antigos tendem a ter quadro lados, enquanto os mais recentes normalmente possuem oito.
A arquitetura taoísta, por outro lado, costuma seguir o estilo popular. A principal entrada dos edifícios daoístas, no entanto, costuma ser localizada no lado da estrutura, por supersticões de que demônios possam tentar entrar no recinto (ver feng shui). Em contraste ao que é feito nos templos budistas, num templo daoísta a divindade principal está localizada no salão principal, à frente do edifício, enquanto as divindades menores ficam na parte posterior e aos lados.
- Grande Pagode do Ganso Selvagem, em Xi'an, construído em 652, durante a dinastia Tang.
- O Pagode dos Nove Pináculos, construído no século VIII, durante a dinastia Tang.
- Salão de madeira construído em 857, durante a dinastia Tang,[11] localizado no templo templo budista de Foguang, localizando no condado de Ying, província de Shanxi, e construído em 1056, durante a dinastia Liao (o mais antigo pagode construído totalmente em madeira ainda em existência na China).
- Pagode Liuhe, de Hangzhou, construído em 1165, durante a dinastia Song.
- Templo do Céu, em Pequim, construído no século XV, durante a dinastia Ming.
- Templo Putuo Zongcheng, construído entre 1767 e 1771, durante o reinado do imperador Qianlong, representa uma fusão dos estilos arquitetônicos da China e do Tibete.

O edifício mais alto construído na China antes do período moderno foi construído para servir a propósitos religiosos e marciais; o pagode Liaodi, de 1055, tem uma altura de 84 m e, embora tenha sido construído como pagode do mosteirio de Kaiyuan, na antiga Dingzhou (Hebei), foi também utilizado militarmente, servindo como torre de observação para informar sobre as movimentações dos inimigos pertencentes à dinastia Liao.